# حكيم حرب
حكيم حرب (1966)، ممثل ومخرج فلسطيني-أردني 

## حياته
نال شهادة البكالوريوس في الإخراج والتمثيل من جامعة اليرموك العام 1988، عمل مديراً لمديرية الفنون والتراث في وزارة الثقافة، ومديراً لمهرجان المسرح الأردني، ومهرجان مسرح الشباب ومسرح الطفل، وكان عضوا في (رابطة) نقابة الفنانين، وعضوا في لجان وهيئات ومؤسسات، منها: اللجنة العليا لمهرجان المسرح الأردني، اللجنة العليا لمهرجان مسرح الشباب ومسرح الطفل، لجنة تحكيم مهرجان مسرح الجامعات (لعدة دورات )، من أبرز المسرحيات التي أخرجها : «أغراب»، «جدارا»، «ملهاة عازف الكمان»، «كوميديا حتى الموت»، «مأساة المهلهل»، «نرفانا»، «خشخاش»، وغيرها العديد من الأعمال.
قام بإعداد وإخراج مسرحيتين من مسرحيات «شكسبير» الأولى هي «هاملت» حيث قدمها بإعداد جديد يحمل اسم «هاملت يُصلب من جديد» والثانية «مكبث» وقدمها بعنوان «سيمفونية الدم .. مكبث» وقد سبق للمسرحيتين أن شاركتا في مهرجان القاهرة الدولي للمسرح التجريبي ومهرجان سوسة الدولي ومهرجان أيام قرطاج المسرحية، حيث حصلت مسرحية «سيمفونية الدم مكبث» حينها على جائزة أفضل عرض مسرحي متكامل في مهرجان سوسة الدولي، وجائزة أفضل ممثلة للفنانة «ساندرا ماضي» في مهرجان أيام قرطاج المسرحية عن دورها «الليدي مكبث» في مسرحية «سيمفونية الدم .. مكبث».

## جوائز
- الجائزة التشجيعية في مجال كتابة النص المسرحي مناصفة مع الكاتب البطوش عن مسرحيته «مأساة المهلهل»[4]

## أعماله

### المسلسلات
- 2018 ثأر غليص
- 2017 ذباح غليص
- 2009 مخاوي الذيب
- 2008 أبو جعفر المنصور
- 2008 عودة أبو تايه
- 2008 عيون عليا
- 2006 أبناء الرشيد: الأمين والمأمون
- 2002 امرؤ القيس: الثأر المر
- 2002 الأخدود
- 1998 جرح الغزالة